# Nhà Seljuk
Nhà Seljuk (/sɛldʒʊk/ SELL-juuk; tiếng Ba Tư: سلجوقيان Saljūqiyān) là một vương triều Oghuz Thổ theo đạo Hồi giáo Sunni và tuần tự trở thành 
xã hội Ba Tư và đóng góp vào truyền thống Thổ Nhĩ Kỳ-Ba Tư tại Tây Nam Á và Trung Á trong thời kỳ Trung Cổ.  Nhà Seljuk xây dựng nên Đế quốc Seljuk và Hồi quốc Rûm, ở thời cường thịnh nhất trải dài từ Tiểu Á tới Iran và trở thành mục tiêu tấn công của Cuộc thập tự chinh thứ nhất.

## Thư viện ảnh

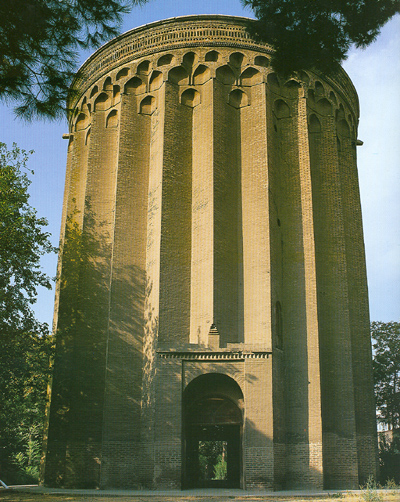
Toghrol Tower, một tượng đài thế kỷ 12 về phía nam Tehran kỷ niệm Toğrül.
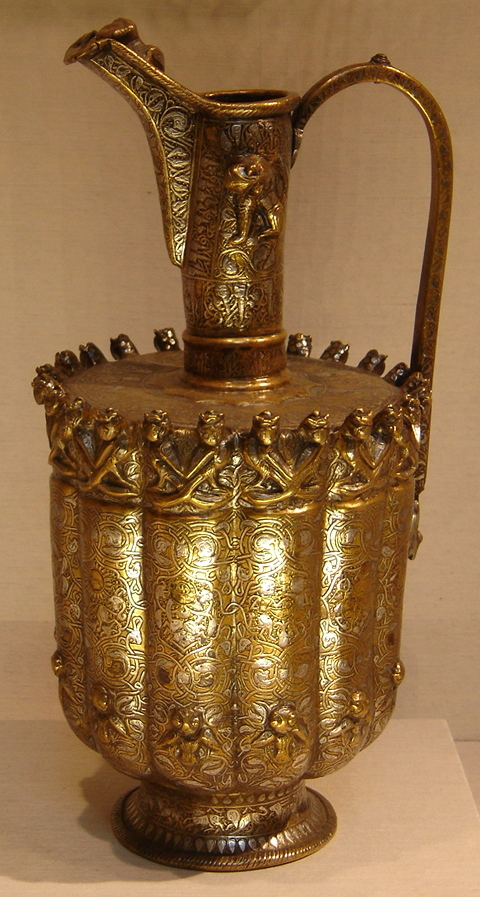
Nghệ thuật thời Seljuk: Bình đựng nước từ Herat, Afghanistan, ngày 1180-1210. Đồng khảm bạc và bitum. Viện bảo tàng Anh.
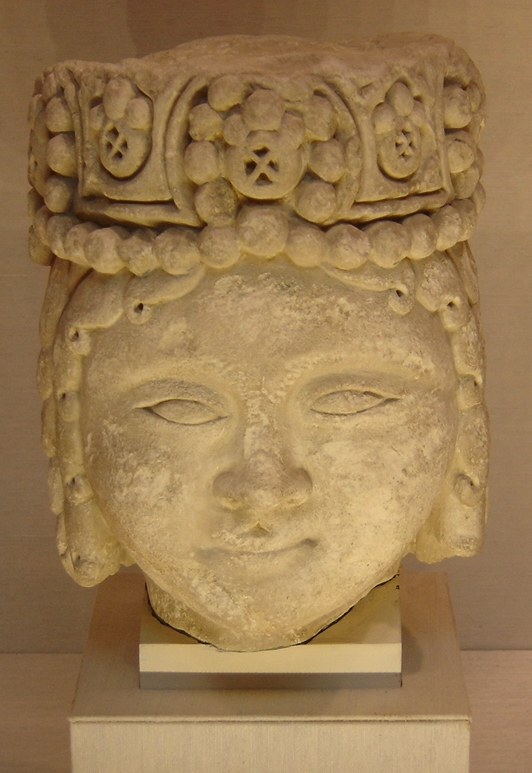
Đầu của hoàng gia Seljuk, thế kỷ 12-13th, Iran. Khắc và khoan đá kết hợp với thủ công Iran. Lưu giữ tại New York Metropolitan Museum of Art.
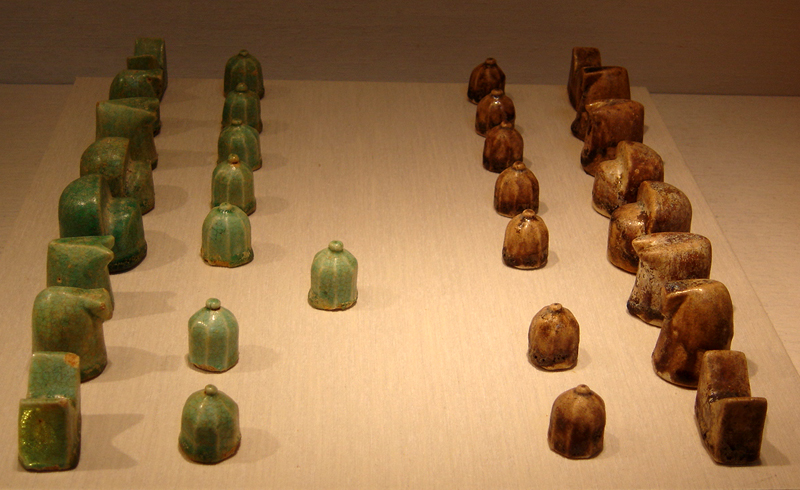
Shatranj chess set, glazed fritware, 12th-century Iran. New York Metropolitan Museum of Art.
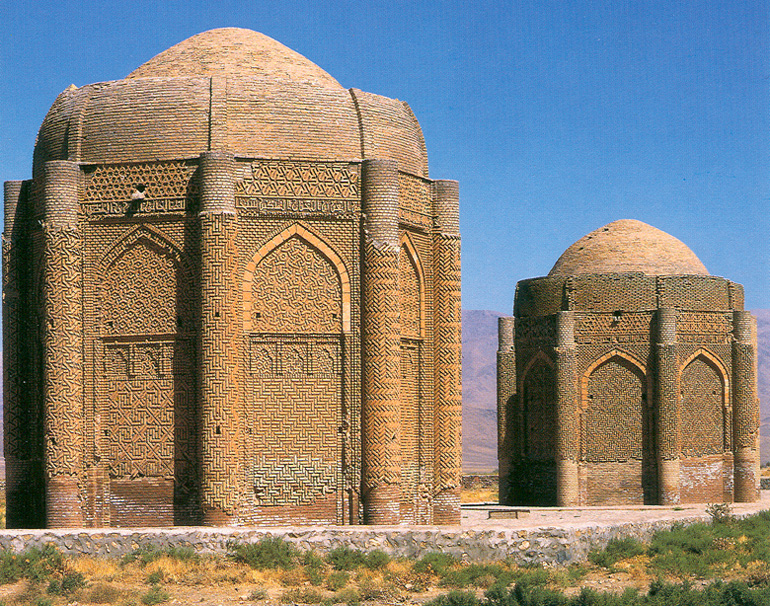
The Kharāghān twin towers, built in Iran in 1053 to house the remains of Seljuq princes